# Болтенкова, Любовь Фёдоровна
Любовь Фёдоровна Болтенкова (род. 3 июля 1943, Орджоникидзе, Красноярский край) — российский юрист, специалист по вопросам федерализма и проблемам местного самоуправления в СССР и России; доктор юридических наук (1990); профессор кафедры национальных и федеративных отношений Института государственной службы и управления РАГС (РАНХиГС).

## Биография
Любовь Болтенкова родилась 3 июля 1943 года в посёлке Орджоникидзе одноимённого района Красноярского края; в 1966 году она окончила юридический факультет Томского государственного университета. После этого она обучалась в аспирантуре Всесоюзного юридического заочного института (ВЮЗИ). После окончания аспирантуры, в 1974 году, она защитила кандидатскую диссертацию, выполненную под научным руководством профессоров А. И. Кима и О. И. Чистякова, по теме «Образование Народного комиссариата внутренних дел РСФСР и его деятельность по руководству строительством органов Советской власти на местах (1917—1918 гг.)» — стала кандидатом юридических наук.
В период распада СССР, в 1990 году, Болтенкова успешно защитила докторскую диссертацию по теме «Опыт Советского государства по решению проблемы национальных меньшинств (1917—1936 гг.)» — стала доктором юридических наук. Диссертационное исследование, основанное на изучении «теоретических источников», правовых документов советского и международного происхождения, а также — партийных материалов, предполагало «комплексное определение понятия национальных меньшинств»; выявление и обобщение методов работы «по решению проблемы национальных меньшинств».
По окончании университета Болтенкова находилась на службе в МВД СССР и в органах прокуратуры Красноярского края. Затем она преподавала в Кемеровском государственном университете, а также — в Ульяновском филиале ВЮЗИ. После этого она занималась преподавательской деятельностью в центральном аппарате ВЮЗИ в Москве. В период с 1990 по 1998 год состояла на государственной службе: работал в аппарате Верховного Совета РФ и в аппарате Совета Федерации России. С 2000 года стала профессором кафедры национальных и федеративных отношений, являвшейся частью РАГС; ученое звание профессора было присвоено в октябре 2004 года. Государственный советник Российской Федерации I класса.

## Работы
Любовь Болтенкова является автором и соавтором более 60 научных публикаций, включая более 15 монографии; она специализируется, в основном, на юридических проблемах межнациональных отношений, а также — на истории национальных меньшинств в СССР и России:
- Советское строительство и наркомвнудел (1917—1918 гг.) // Проблемы государства и права на современном этапе: Труды научных сотрудников и аспирантов / Институт государства и права АН СССР. — М., 1973. — Выпуск 7. — С. 91—98.
- «Федерализм в истории России». В 3 кн., в 4 ч. (М., 1992—1993; в соавт. с Р. Г. Абдулатиповым и Ю. Ф. Яровым).
- «Россия. В чём суть твоего бытия?» (М., 1994);
- «Опыты федерализма» (М., 1994; в соавт. с Р. Г. Абдулатиповым).
- «Российская государственность: состояние и перспективы развития» (М., 1995).
- «Личность в истории» (Уфа, 1999).
- «Основы государственного управления в России в их историческом развитии» (М., 2015)